# ASUL Vaulx-en-Velin
Pour club de volley-ball, voir ASUL Lyon Volley-Ball.
Actualités
L'Association sportive universitaire lyonnaise est un club français de handball basé à Vaulx-en-Velin commune de la Métropole de Lyon. Issu d'un club omnisports créé en 1935, la section handball a quant à elle été créée en 1945 avant de devenir autonome en 1989, le club omnisports disparaissant un an plus tard.
Si une équipe masculine a existé et a évolué dans l'élite plusieurs saisons dans les années 1960 et 1970, l'équipe féminine a été la plus prolifique avec 43 saisons en 1re division de 1958/59 à 2001/02, saisons ponctuées notamment d'un titre de Championnat de France en 1973 et d'une finale de Coupe de France en 1985.
Aujourd'hui, c'est uniquement un club féminin et il évolue pour la saison 2021-2022 en Division 2. Il dispute ses matchs à domicile au Palais des sports Jean-Capiévic qui peut accueillir 1 000 spectateurs.
L'Association sportive universitaire lyonnaise est un club français de handball basé à Vaulx-en-Velin, commune de la Métropole de Lyon. Issu d'un club omnisports créé en 1935, la section handball a quant à elle été créée en 1945 avant de devenir autonome en 1989, le club omnisports disparaissant un an plus tard.
Si une équipe masculine a existé et a évolué dans l'élite plusieurs saisons dans les années 1960 et 1970, l'équipe féminine a été la plus prolifique avec 43 saisons en 1re division de 1958/59 à 2001/02, saisons ponctuées notamment d'un titre de Championnat de France en 1973 et d'une finale de Coupe de France en 1985.
Aujourd'hui, c'est uniquement un club féminin et il évolue pour la saison 2021-2022 en Division 2. Il dispute ses matchs à domicile au Palais des sports Jean-Capiévic qui peut accueillir 1 000 spectateurs.
Depuis 2025, le club est co-présidé par Céline Mansouri et Jalil Ziadi. Lors de la saison 2024-2025, l'équipe a montré une nette progression, terminant à la 8e place du championnat de Division 2 féminine (source FFHandball). La saison 2025-2026 démarre avec l'arrivée d'un nouvel entraîneur, marquant le début d'une nouvelle dynamique sportive.

## Histoire
La section handball de l’Association sportive universitaire lyonnaise est créée en 1945, et l’équipe féminine intègre dès 1951‑1952 le Championnat de France féminin. Une section masculine s’illustre également de 1963 à 1977, avec des montées et descentes entre l’élite et la Nationale 2.
Pendant cette période, c’est la section féminine qui brille : finaliste du championnat de France en 1972, elle décroche le titre en 1973, puis reste vice-championne en 1975 et atteint la finale de la première Coupe de France en 1985. En 1999, après 40 saisons consécutives en Division 1, l’équipe est reléguée, marquant la fin d’une belle époque. Elle rebondit en devenant championne de France D2 en 2000, mais redescend en 2003. Depuis, elle évolue majoritairement en D2, ponctuée de deux titres en Nationale 1 (2010, 2016).
Autonome depuis 1989, l’ASUL Vaulx‑en‑Velin Handball utilise principalement le Palais des Sports Jean‑Capiévic, dans la commune de Vaulx‑en‑Velin, comme salle officielle. Le club est aujourd’hui exclusivement féminin.

### Un club engagé localement
L’ASUL est profondément enraciné à Vaulx‑en‑Velin, au cœur de la métropole lyonnaise. Il incarne un projet associatif et coopératif structuré autour de trois axes : éduquer, former, performer. Fort de son histoire, le club agit comme un acteur de proximité au service du territoire, à travers des projets **éducatifs, citoyens et inclusifs**, notamment auprès des jeunes et des quartiers prioritaires.
En 2022, l’ASUL est devenue la première SCIC (Société coopérative d’intérêt collectif) féminine dans le handball français, réaffirmant ainsi son modèle citoyen et durable. Cette même année, elle reçoit le Trophée de l’Initiative Responsable pour son programme « Handicap, Sport, Emploi » qui favorise la rencontre entre personnes en situation de handicap et entreprises du bassin lyonnais.

## Palmarès

### Section féminine
- Championnat de France D1 (1)
  - Champion : 1973
  - Vice-Champion : 1972, 1975, 1985
- Championnat de France D2
  - Champion : 2000
- Coupe de France (0)
  - Finaliste en 1985
  - Demi-finaliste en 1992
- Challenge de France (1)
  - Vainqueur : 1978
- Championnat de France de Nationale 1 (2)
  - Champion : 2010 et 2016
- Championnat de France de Nationale 3 (2) :
  - Champion : 2005  rés. et 2009  rés.
- Championnat de France Junior (1) :
  - Champion : 1995
  - Vice-champion : 1994, 1999, 2001

### Section masculine
- Championnat de France D1 :
  - classement inconnu avant 1963
  - 7e de la poule A en 1964
  - 8e de la poule Est en 1965 (relégué)
  - 5e de la poule Sud en 1967
  - 3e de la poule B en 1968
  - 8e de la poule A en 1969 (relégué)
  - 6e de la poule B en 1971
  - 9e de la poule B en 1972 (relégué)
  - 7e de la poule B en 1976
  - 9e de la poule A en 1977 (relégué)

## Personnalités liées au club

### Section féminine

#### Joueuses
Parmi les joueuses ayant évolué au club, on trouve :
- Isabelle Alexandre : dans les années 1990
- Delphine Alga : de 1992 à 2009
- Catherine Bara : internationale dans les années 1980
- Laëtitia Benouamer : de 2014 à 2018
- Evelyne Beccia : emblématique des années 1970 et 1980 puis présidente du club
- Amélie Goudjo : de 1998 à 2003
- Anne Loaëc : de 1989 à 1999 et de janvier à juin 2022
- Stéphanie Lannes-Jean : de 2005 à 2010
- Pauline Leythienne : de 2011 à 2019
- Mathilde Nicollet : de 2005 à 2010
- Gnonsiane Niombla : de 1998 à 2010 (formée au club)
- Catherine Pibarot : de 1988 à 2000
- Béatrice Pommié : de 1995 à 2005
- Myriame Saïd Mohamed : de 1993 à 2001
- Christine Vanparys : de 2003 à 2004

#### Entraîneurs
- inconnu : avant 2001
- Dragan Zovko : de 2001 à 2004
- Florence Sauval : de 2004 à 2006
- Tom Camara et Serge Gaillard : de 2007 à 2008
- Yvan Bonnefond : de 2009 à 2013
- Romain Conte : de 2013 à 2019
- Ludovic Seutchie : de 2019 à 2022[11]
- Sébastien Modenel : depuis 2023[12]

### Section masculine
- Arnaud Bingo : joueur formé au club, Champion du monde 2011